# Phrynonax sexcarinatus
Espèce
Synonymes
- Natrix sexcarinatus Wagler, 1824
- Pseustes sexcarinatus (Wagler, 1824)
- Natrix cinnamomea Wagler, 1824
- Pseustes cinnamomeus (Wagler, 1824)

Phrynonax sexcarinatus  est une espèce de serpents de la famille des Colubridae.

## Répartition
Cette espèce se rencontre en Colombie, au Venezuela, au Suriname et dans les États d'Amazonas et du Pará au Brésil.

## Publication originale
- Wagler, 1824 : Serpentum Brasiliensium species novae, ou histoire naturelle des espèces nouvelles de serpens. in Jean de Spix, Animalia nova sive species novae, p. 1-75 (texte intégral).